# خوتسو موتو
خوتسو موتو (بالإنجليزية: Khotso Motau)‏ (مواليد 7 أكتوبر 1981) هو ملاكم جنوب أفريقي، مثّل بلاده في الألعاب الأولمبية الصيفية 2004.

## روابط خارجية
خوتسو موتو على موقع بوكس ريك (الإنجليزية) (registration required)
- خوتسو موتو على موقع أوليمبيديا (الإنجليزية)
- خوتسو موتو على موقع اتحاد ألعاب الكومنولث (مؤرشف) (الإنجليزية)